# (16155) Buddy
(16155) Buddy (2000 AF5) – planetoida z grupy pasa głównego asteroid okrążająca Słońce w ciągu 4,54 lat w średniej odległości 2,74 j.a. Odkryta 3 stycznia 2000 roku.